# Porcelia venezuelensis
Porcelia venezuelensis là loài thực vật có hoa thuộc họ Na. Loài này được Pittier miêu tả khoa học đầu tiên năm 1939.